# جلو كباب
جلو كباب (بالفارسية: چلوکباب) هو الطبق الوطني في إيران. وهو وجبة بسيطة تتكون من أرز بسمتي أو أرز چلو الفارسي المنكّه بالزعفران والمطهو على البخار والكباب، ويوجد منه عدة أصناف في الثقافة الفارسية. يقدّم هذا الطبق في جميع أنحاء إيران اليوم، لكنه يرتبط تقليدياً مع الجزء الشمالي من البلاد.
في تقاليد الأسواق القديمة، يقدّم الأرز (مغطى بغطاء من القصدير) أولاً يتبعه مباشرة الكباب، الذي يحضره النادل إلى الطاولة حاملاً عدة أسياخ باليد اليسرى وقطعة من خبز نان باليد اليمنى. توضع الأسياخ مباشرة فوق الأرز حيث يتم سحب قطع الكباب من الأسياخ بواسطة الخبز بسرعة.
الشراب التقليدي المرافق لكباب جلو هو دوغ، وهو شراب لبن الزبادي الحامض الفارسي، المنكّه بالملح والنعناع ويصنع أحياناً مع المياه الغازية.